# Прем'єр-міністр Самоа
Прем'єр-міністр Самоа — друга за значенням особа виконавчої влади держави Самоа. Обирається в парламенті Самоа і затверджується головою держави. За погодженням із головою держави створює уряд Самоа.

## Список прем'єр— міністрів Самоа
- 1 жовтня 1959 — 25 лютого 1970 — Мата'афа Муліну'у
- 25 лютого 1970 — 20 березня 1973 — Тупуа Тамасесе Леалофі
- 20 березня 1973 — 20 травня 1975 — Мата'афа Муліну'у (2-й раз)
- 21 травня 1975 — 24 березня 1976 — Тупуа Тамасесе Леалофі (2-й раз)
- 24 березня 1976 — 13 квітня 1982 — Туфуга Ефі
- 13 квітня — 18 вересня 1982 — Ва'аї Колоне
- 18 вересня — 31 грудня 1982 — Туфуга Ефі (2-й раз)
- 31 грудня 1982 — 30 грудня 1985 — Тофілау Ефі Алесана
- 30 грудня 1985 — 8 квітня 1988 — Ва'аї Колоне (2-й раз)
- 8 квітня 1988 — 23 листопада 1998 — Тофілау Ефі Алесана (2-й раз)
- 23 листопада 1998 — 23 травня 2021p;— Туїлаепа Маліелегаої
- 24 травня 2021 р. - і дотепер - Наомі Матаафа